# Attilio Benfatto
Attilio Benfatto (Caselle, 10 de març de 1943 - Mirano, 5 d'abril de 2017) fou un ciclista en pista i de ruta italià, professional entre 1966 i 1977. En el seu palmarès destaquen dues victòries d'etapa al Giro d'Itàlia.
Benfatto s'inicià en la ciclisme en pista, proclamant-se campió nacional de persecució per equips el 1963 i guanyant la medalla de plata al campionat del món de 1964 en la mateixa prova. Posteriorment passà a la carretera i el 1966 es va fer professional, aconseguint els seus principals èxits al Giro d'Itàlia, on guanyà dues etapes, el 1969 i el 1972. El 1971 tornà a la pista, en proves de mig fons, aconseguint una medalla de bronze al Campionat del món.

## Palmarès en ruta
- 1966
  - Vencedor d'una etapa al Tour de l'Avenir
  - Vencedor d'una etapa a la Cursa de la Pau
  -  Medalla de bronze al Campionat del Món en contrarellotge per equips, amb Luciano Dalla Bona, Mino Denti i Pietro Guerra
- 1969
  - Vencedor d'una etapa al Giro d'Itàlia
- 1972
  - Vencedor d'una etapa al Giro d'Itàlia

### Resultats al Giro d'Itàlia
- 1967. Abandona
- 1968. 38è de la classificació general
- 1969. 25è de la classificació general. Vencedor d'una etapa
- 1970. 57è de la classificació general
- 1971. 63è de la classificació general
- 1972. 55è de la classificació general. Vencedor d'una etapa
- 1973. Abandona (19a etapa)
- 1974. 90è de la classificació general

### Resultats al Tour de França
- 1970. 60è de la classificació general
- 1971. Fora de control (11a etapa)

## Palmarès en pista

### Campionats del món
- 1964
  -  Medalla de plata de persecució per equips
- 1974
  -  Medalla de bronze de mig fons

### Campionats nacionals
- Campió d'Itàlia de persecució per equips amateur: 1963
- Campió d'Itàlia de mig fons: 1972, 1973, 1974 i 1975